# Tadian
Tadian é um município de  quarta classe de renda municipal (d) na província Província da Montanha, nas Filipinas. De acordo com o censo de 1 de maio  de  2020 possui uma população de 19 341 pessoas e 4 484 domicílios.